# Каменский, Михаил Давидович
Каменский Михаил Давидович (1885, Санкт-Петербург - 1970, Ленинград) русский, советский инженер-электроэнергетик, участник плана ГОЭЛРО, доктор технических наук, профессор, Заслуженный деятель науки и техники РСФСР.
Биография
В 1903 году поступил и в 1909 году окончил электромеханическое отделение
Санкт-Петербургского политехнического института. После окончания вуза до 1917 года работал по строительству и проектированию электрических сетей и электростанций. В 1918 по 1922 год - заместитель начальника отдела Электротехнической промышленности ВСНХ. Участник разработки плана ГОЭЛРО. С 1922 по 1932 годы заместитель технического директора и начальник строительного управления Ленэнерго. Параллельно с 1918 года - на преподавательской работе Ленинградском политехническом институте. В течение 35 лет (с 1930 по 1965 годы) заведующий кафедрой "Электрические сети и системы". По совместительству - с 1933 по1948 годы - заведующий кафедрой Электрификации в Ленинградском инженерно-экономическом институте. Основные научные работы М.Д. Каменского связаны с проектированием и строительством  электрических станций и электрических сетей, с задачами выбора системы тока и напряжения для городских центральных станций. Руководил разработкой электрических частей проектов в Гидроэлектрострое, в Волгострое и др.
С 1943 года - доктор технических наук. Профессор - с 1932 года.

## Вклад в науку
Разработал методы расчета высоковольтных электрических сетей с минимальными потерями.
Создал метод определения потерь в сложных сетях электросистем.
Автор учебников и учебных пособий. Автор фундаментального труда "Электрические сети. Теория, расчет и основы проектирования.

## Награды
Заслуженный деятель науки и техники РСФСР